# キモラ・リー・シモンズ
キモラ・リー・シモンズ（Kimora Lee Simmons、1975年5月4日 - ）はアメリカ合衆国のモデル、実業家、ファッションデザイナー。

## 経歴
アフリカ系米国人の父と韓国出生日系米国人の母との間に生まれる。13歳でシャネルとモデル契約し、14歳で渡仏。シャネルのトップデザイナーであるカール・ラガーフェルドの指導を受ける。1989年にラガーフェルドのオートクチュールのランウェイを「花嫁」として締めくくりファッション界で注目を集めた。以後、ラガーフェルドの在職期間中のすべてのシャネルショーの最後のブライダルルックのシグネチャとなった。
以後､フェンディ、バレンチノ、エマニュエル・ウンガロ、クリスチャン・ディオール、ロベルト・カヴァリ、ケンゾー、アナスイ、ジェフリー・ビーン、イヴ・サンローランでモデルを勤めた。1998年､ファッションブランド「ファット・ファーム」の創設者で実業家のラッセル・シモンズと結婚｡キモラ自身も「ベイビー・ファット」を創設し、2006年にサンリオのハローキティと提携し、ジュエリーライン「キモラリーシモンズforハローキティ」を立ち上げた。

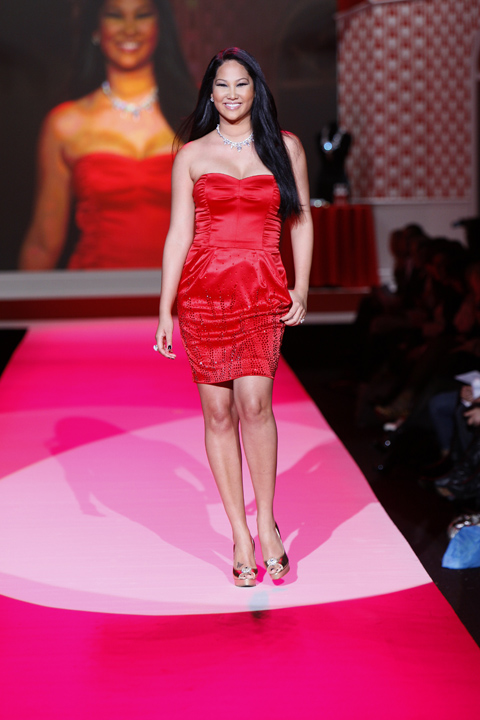
HeartTruth®のチャリティーイベント(2007年)

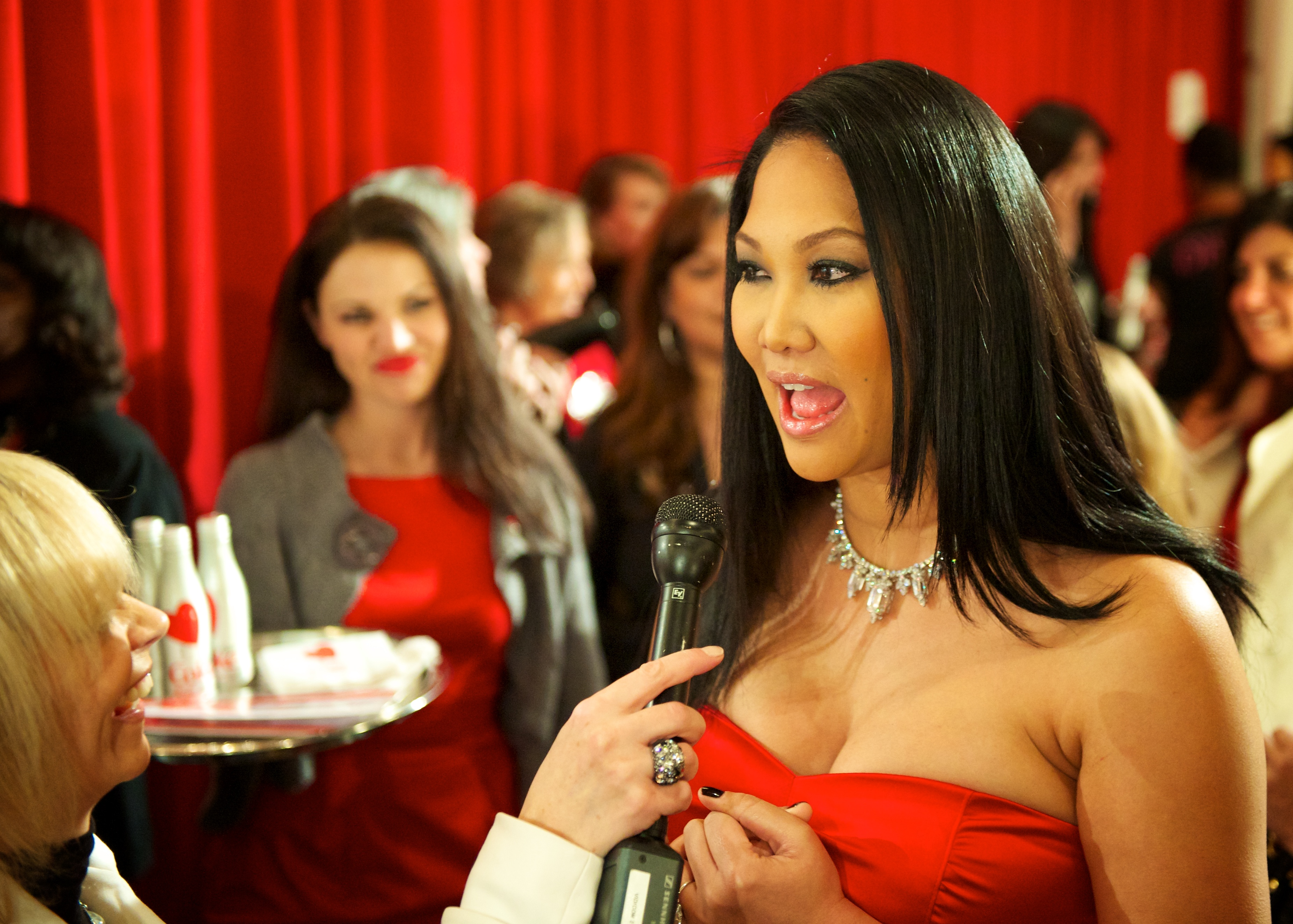
同イベント

### メディアでの活躍
モデル、デザイナーとしてだけだなく､「ブラウン・シュガー (2002 film)」、「ビューティー・ショップ(2005年)」、「L.A.デンジャラス(2006年)」等の映画にも出演するなど､女優としても活躍している。
2007年から2010年までキモラと家族を写したリアリティ番組「Kimora: Life in the Fab Lane」(2013年の続編「Kimora: House of Fab」ではキモラの仕事に密着した番組)等のテレビシリーズが放映された。
また､2008年バービーからキモラをモデルに製作された「Kimora Lee Simmons Barbie® Doll」が発売された。